# Tephritopyrgota
Tephritopyrgota är ett släkte av tvåvingar. Tephritopyrgota ingår i familjen Pyrgotidae.

## Dottertaxa tillTephritopyrgota, i alfabetisk ordning[1]
- Tephritopyrgota abjecta
- Tephritopyrgota arota
- Tephritopyrgota arotina
- Tephritopyrgota belzebuth
- Tephritopyrgota binodosa
- Tephritopyrgota breviseta
- Tephritopyrgota breviterebra
- Tephritopyrgota chalybea
- Tephritopyrgota cockerelli
- Tephritopyrgota denticauda
- Tephritopyrgota echinogaster
- Tephritopyrgota falcicauda
- Tephritopyrgota ferruginea
- Tephritopyrgota gowdeyi
- Tephritopyrgota haltericauda
- Tephritopyrgota hamicauda
- Tephritopyrgota hirsuta
- Tephritopyrgota kibatiensis
- Tephritopyrgota laevigaster
- Tephritopyrgota latigenis
- Tephritopyrgota longipalpis
- Tephritopyrgota madagascariensis
- Tephritopyrgota miliaria
- Tephritopyrgota monochaeta
- Tephritopyrgota munroi
- Tephritopyrgota musosaensis
- Tephritopyrgota nigrocristata
- Tephritopyrgota nigromaculata
- Tephritopyrgota nodicauda
- Tephritopyrgota nubilipennis
- Tephritopyrgota obtusicauda
- Tephritopyrgota passerina
- Tephritopyrgota penicillaticoxa
- Tephritopyrgota praevariegata
- Tephritopyrgota rufonigera
- Tephritopyrgota rutricauda
- Tephritopyrgota similis
- Tephritopyrgota spinosa
- Tephritopyrgota stylata
- Tephritopyrgota sumatrana
- Tephritopyrgota tenuis
- Tephritopyrgota variegata
- Tephritopyrgota vesicatoria